# 火若津将軍
火若津 将軍（かわかつ しょうぐん、1974年6月18日 - ）は、日本の男性総合格闘家。本名は川勝 三朗（かわかつ さぶろう）。大阪府大阪市出身。総合格闘技道場MIBURO所属。2004年以前のリングネームは川勝 将軍（かわかつ しょうぐん）。

## 来歴
格闘技歴は柔道、日本拳法、空手、キックボクシング、ボクシングなどがある。
1997年8月、第4回全日本アマチュア修斗選手権のライトヘビー級で優勝。
1998年4月10日、プロ修斗デビュー。
2001年12月15日、ハワイで開催されたShogunでロビー・ローラーと対戦し、パウンドでTKO負けを喫した。
2003年10月12日、2年11か月ぶりとなった修斗で中蔵隆志と対戦し、0-3の判定負けを喫した。
2004年9月12日、修斗で杉江"アマゾン"大輔と対戦し、0-3の判定負けを喫した。この試合からリングネームを現在のものに変更した。

## 戦績

### 総合格闘技
| 総合格闘技 戦績 | 総合格闘技 戦績 | 総合格闘技 戦績 | 総合格闘技 戦績 | 総合格闘技 戦績 | 総合格闘技 戦績 | 総合格闘技 戦績 |
| --------------- | --------------- | --------------- | --------------- | --------------- | --------------- | --------------- |
| 13 試合         | (T)KO           | 一本            | 判定            | その他          | 引き分け        | 無効試合        |
| 5 勝            | 0               | 1               | 4               | 0               | 1               | 0               |
| 7 敗            | 2               | 1               | 4               | 0               | 1               | 0               |

| 勝敗 | 対戦相手             | 試合結果                 | 大会名                                      | 開催年月日     |
| ×    | 梶田高裕             | 1R 4:43 TKO（パウンド）  | 修斗 SHOOTO GIG CENTRAL Vol.11              | 2006年11月26日 |
| ×    | 杉江"アマゾン"大輔   | 5分3R終了 判定0-3        | 修斗 SHOOTO GIG CENTRAL Vol.6               | 2004年9月12日  |
| ×    | 中蔵隆志             | 5分2R終了 判定0-3        | 修斗 SHOOTO GIG WEST IV                     | 2003年10月12日 |
| ×    | ロビー・ローラー     | 1R 4:49 TKO（パウンド）  | Shogun 1                                    | 2001年12月15日 |
| ○    | チャド・サウンダース | 5分2R終了 判定3-0        | 修斗 R.E.A.D.                               | 2000年11月12日 |
| ○    | 池本誠知             | 5分2R終了 判定3-0        | 修斗 R.E.A.D.                               | 2000年8月4日   |
| ○    | 大原友則             | 1R 2:26 腕ひしぎ十字固め | 修斗 R.E.A.D.                               | 2000年4月2日   |
| ×    | 和田拓也             | 5分2R終了 判定0-2        | III 修斗 the Renaxis 1999                   | 1999年7月16日  |
| ○    | 大河内貴之           | 5分2R終了 判定3-0        | 修斗 下北沢修斗劇場 第3弾 Shooter's Passion | 1999年5月27日  |
| △    | 村濱天晴             | 5分2R終了 判定1-0        | 修斗 Las Grandes Viajes 6                   | 1998年11月27日 |
| ×    | 小島弘之             | 5分2R終了 判定0-3        | 修斗 Las Grandes Viajes 5                   | 1998年8月29日  |
| ○    | 谷村勲               | 5分2R終了 判定3-0        | 修斗 SHOOTO GIG '98                         | 1998年4月10日  |
| ×    | 菊田早苗             | 1R 2:04 V1アームロック   | ザ・トーナメント・オブ・J '96 【1回戦】     | 1996年3月30日  |

### グラップリング
| 勝敗 | 対戦相手        | 試合結果        | 大会名                                  | 開催年月日    |
| ×    | 伊藤元喜        | 10分P:0-0 A:2-2 | プロ柔術                                | 2012年9月22日 |
| ×    | 三島☆ド根性ノ助 | 8分P:2-8        | プロ柔術                                | 2010年8月1日  |
| ×    | 半谷泰佑        | ポイント0-11    | プロ柔術＆グラップリング 大阪夏の陣 '06 | 2006年6月4日  |

## 獲得タイトル
- 第4回全日本アマチュア修斗選手権 ライトヘビー級 優勝（1997年）